# История почты и почтовых марок Буркина-Фасо
История почты и почтовых марок Буркина-Фасо описывает развитие почтовой связи в Буркина-Фасо, государстве в Западной Африке со столицей в Уагадугу, известном как Верхняя Вольта до июля 1984 года.
Буркина-Фасо входит в число стран — участниц Всемирного почтового союза (ВПС; с 1963), а его нынешним национальным почтовым оператором является компания «Ля Пост БФ» (La Poste BF; бывшая SONAPOST).

## Развитие почты
История почты в Буркина-Фасо начинается в 1890-х годах с проникновения французов в этот район и создания военной почты.
До создания Французской Верхней Вольты в 1919 году в южной части колонии Верхний Сенегал и Нигер почтовая служба на этой территории находилась в ведении Сенегамбии и Нигера, а затем Верхнего Сенегала и Нигера.

## Выпуски почтовых марок

### Верхняя Вольта
До образования французской колонии Верхняя Вольта в обращении на этой территории были почтовые марки Французского Судана, потом Сенегамбии и Нигера и ещё позднее Верхнего Сенегала и Нигера.

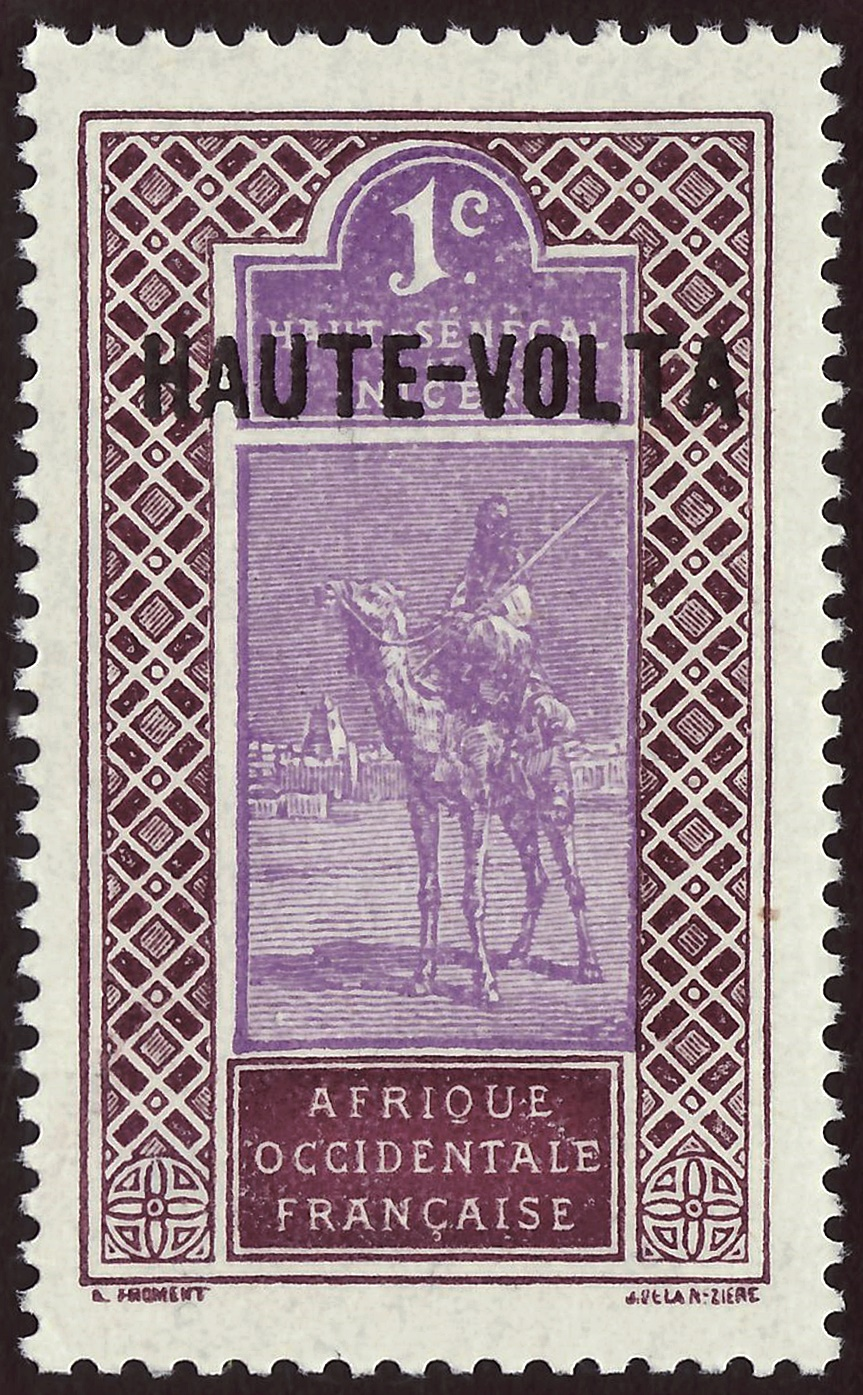
Стандартная марка Верхнего Сенегала и Нигера с надпечаткой для Верхней Вольты, 1920 г. (Mi #1)

Первыми почтовыми марками Верхней Вольты стали выпуски Верхнего Сенегала и Нигера с надпечаткой фр. «Haute-Volte» («Верхняя Вольта»), появившиеся в 1920 году. Выпуск надпечаток продолжался в течение 1920-х годов, а затем им на смену пришла в 1928 году стандартная серия из 23 почтовых марок трёх рисунков: вождь народности хауса, женщина хауса и воин хауса. Верхняя Вольта также приняла участие в выпуске, посвящённом Колониальной выставке 1931 года.

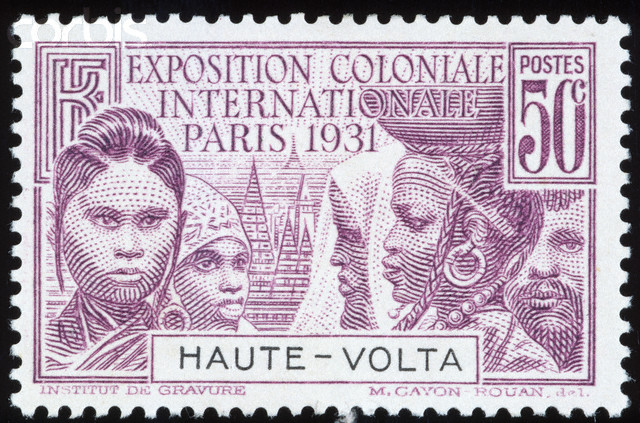
Выпуск Верхней Вольты, посвящённый Колониальной выставке, 1931 г.

Верхняя Вольта эмитировала почтовые марки с 1920 года до 1932 года, когда колония была ликвидирована, а её территория поделена между Берегом Слоновой Кости, Французским Суданом и Нигером. На переданным этим колониям территориях использовались соответственно почтовые марки Французского Судана, Берега Слоновой Кости и Дагомеи.
Вместо всех этих почтовых марок в 1944—1959 годах в обращении находились выпуски Французской Западной Африки.
Для почтовых марок периода французского колониального господства (1896—1958) характерны надписи: фр. «République Française» («Французская Республика»), «Afrique Ocle» («Западная Африка»), «Haute-Volta» («Верхняя Вольта»), «Postes» («Почта»).

### Республика
Колония Верхняя Вольта была воссоздана в 1947 году, её почтовая администрация продолжала оставаться частью Французской Западной Африки до образования Республики Верхняя Вольта в статусе члена Французского сообщества в 1958 году.
Республика организовала собственную почтовую службу и выпустила первую почтовую марку в 1959 году в ознаменование 1-й годовщины республики и для увековечивания памяти председателя правительственного совета Даниэля Уэззина Кулибали, умершего незадолго перед этим. В 1960 году она выпустила стандартную серию из 18 марок с изображением масок местных животных и в целом следовала программе выпуска почтовых марок вместе с другими африканскими членами Французского сообщества.
5 августа 1960 года страна обрела полную независимость от Франции. Это событие было отмечено выпуском памятной марки.
Первый почтовый блок был издан в 1964 году.
В части Россики можно отметить выпуск памятных марок, посвящённых 100-летию со дня рождения В. И. Ленина и Олимпийским играм в Москве (две серии и два почтовых блока).
Надпись на почтовых марках этого периода: фр. «République de Haute-Volta» («Республика Верхняя Вольта»).
С августа 1984 года Верхняя Вольта стала называться Республикой Буркина-Фасо.

## Другие виды почтовых марок

### Авиапочтовые
Авиапочтовые марки стали выпускаться в этой стране с 1961 года.

### Служебные
В 1963 году были эмитированы служебные марки Республики Верхняя Вольта.

### Доплатные
В 1920—1962 годах издавались доплатные марки. До 1963 года таковых было выпущено 26 марок.